# Deutsche Ansprache

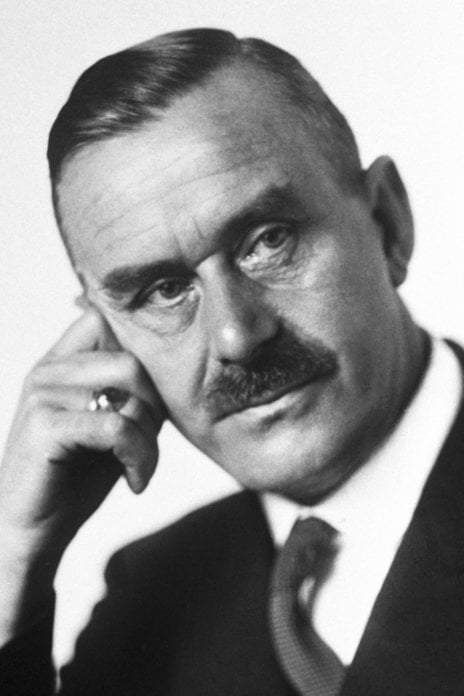
Thomas Mann, 1929

Deutsche Ansprache. Ein Appell an die Vernunft ist der Titel einer Rede von Thomas Mann, die er am 17. Oktober 1930 im Berliner Beethoven-Saal hielt. Mit ihr reagierte er auf die Reichstagswahlen im September 1930, bei denen die NSDAP mit 18,3 Prozent ihren Stimmenanteil versiebenfachte und nach der SPD die zweitstärkste Fraktion stellte.
Die durch Zwischenrufe von SA-Leuten und daraufhin eintreffenden Polizeikräften gestörte Rede rief ein deutliches Presseecho hervor und stand am Beginn einer Phase verstärkten politischen Engagements von Thomas Mann. Sie gehört zu seinen fundiertesten und wichtigsten Arbeiten, die in diesen Jahren entstanden.
Im Vergleich zu anderen Werken beruht der Vortrag weniger auf geistesgeschichtlichen Autoritäten als vielmehr auf der Analyse des konkreten politischen Geschehens. In ungewohnter Deutlichkeit nahm Mann politisch Stellung und überwand das bis dahin mit Zitaten, Bezügen und Bildungsfragmenten arbeitende, zurückhaltende Andeuten des Schriftstellers.

## Inhalt

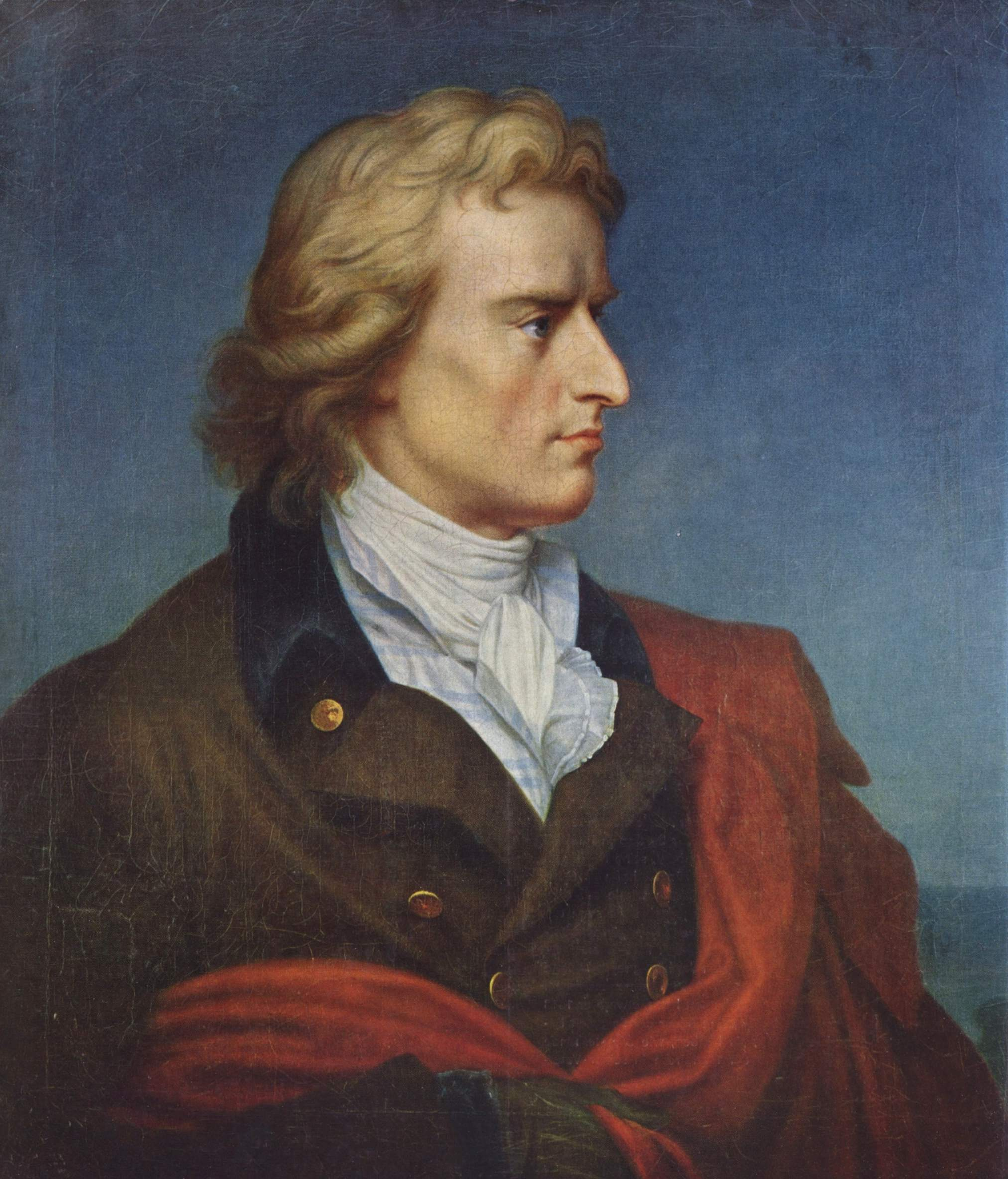
Friedrich von Schiller

Mit seinem Vortrag, den er am selben Ort wie seine Republikrede des Jahres 1922 hielt, wollte Thomas Mann „dem Bürgertum die Ursprünge der nationalsozialistischen Welle erläutern, die im Begriff schien, alles mit sich fortzureißen.“
Er analysierte die innen- und außenpolitische Lage Deutschlands und rief das Bürgertum dazu auf, gegen den Nationalsozialismus an der Seite der Sozialdemokratie zu stehen.
Gleich zu Beginn erklärte er, wie die Umstände ihn nötigen würden, die ästhetische, allgemein-menschliche Sphäre reinen Künstlertums zu verlassen, in der sein Werk sich sonst bewege. Er sei kein „Anhänger des unerbittlich sozialen Aktivismus, möchte nicht mit diesem in der Kunst, im Nutzlos-Schönen einen individualistischen Müßiggang erblicken“, dessen Unzeitgemäßheit ihn „fast der Kategorie des Verbrecherischen zuordnet“, obwohl die Epoche des „reinen Spiels“ Schillers, des ästhetischen Idealismus vorüber sei.
Er bekräftigte, keinen neuen Fichte spielen und nicht nach der Position des praeceptor patriae („Lehrer des Vaterlandes“) greifen zu wollen, frage sich aber, ob und wie es denn möglich und vertretbar sei, „unter den heutigen Umständen aus einem ‚Romankapitel vorzulesen und … wieder nach Hause zu fahren‘.“
Für Thomas Mann gab es „Stunden, Augenblicke … in denen der Künstler … nicht weiter kann, weil … eine krisenhafte Bedrängnis der Allgemeinheit auch ihn auf eine Weise erschüttert, daß die spielend leidenschaftliche Vertiefung ins Ewig-Menschliche, die man Kunst nennt, zur seelischen Unmöglichkeit wird.“
Der Wahlausgang könne nicht nur wirtschaftlich gedeutet werden, denn so könne man allenfalls das Anwachsen des Kommunismus (die KPD wurde mit 13,1 % drittstärkste Fraktion), nicht aber den rasanten Zulauf für die NSDAP erklären, die „auf militanteste und schreiend wirksamste Art die nationale Idee mit der sozialen zu verbinden suche.“

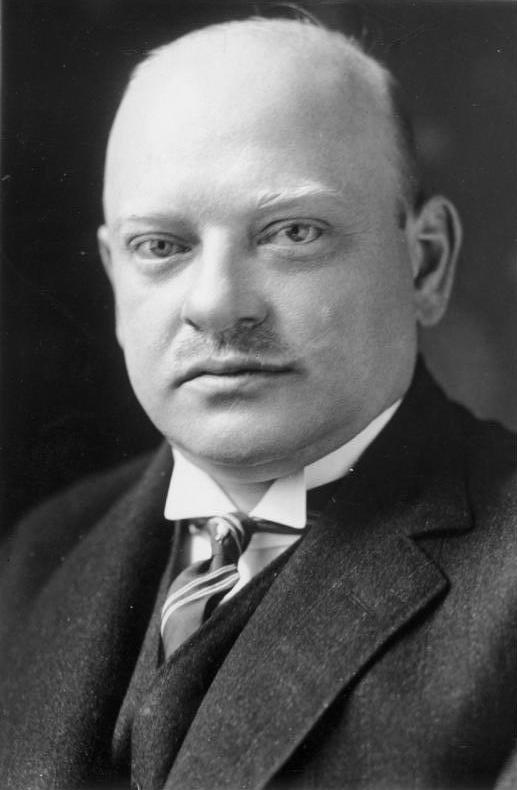
Gustav Stresemann, 1925

Auch der Friedensvertrag von Versailles sei für die Misere verantwortlich, werde durch ihn doch die „Lebenskraft eines europäischen Hauptvolkes … niedergehalten“, so dass sich das Volk als Hauptopfer eines Widersinns fühle, Reizungen und Leiden, die auch ohne viel psychologische Kunst als Ursachen für die Wahlausgänge betrachtet werden könnten. Dieses Leidensmotiv bediene sich „eines grell plakatierten Wahlangebotes zum Ausdruck seiner Gefühle“ innerhalb einer Bewegung, die als „Massen-Gefühls-Überzeugung nicht die Macht“ hätte gewinnen können, wenn ihr nicht aus unbewussten geistigen Quellen geholfen worden wäre.
Eine Naturreligiosität, Elemente des Ausschweifend-Orgiastischen, die romantische Barbarei, wie später in der großen Deutschland-Rede ausgeführt, der Zusammenhang von romantisierender Philosophie und Nationalismus – all diese Motive seien unverkennbar. Und doch frage er sich, ob es wirklich deutsch sei, Politik zum „Massenopiat des Dritten Reiches“ zu machen, „Budengeläut, Halleluja, derwischmäßige(s) Wiederholen monotoner Stichworte.“ Der Fanatismus und die orgiastische Leugnung der Vernunft seien in der tieferen Wesensschicht des Deutschtums wohl nicht zu Hause.
Die Schwierigkeit, eine Synthese der scheinbar widerstreitenden Kräfte innerhalb Deutschlands zu finden, erklärt sich für Thomas Mann auch aus der Angst vor dem Schreckgespenst des Marxismus. Indes gebe es keinen tieferen Gegensatz als den zwischen der deutschen Sozialdemokratie und dem „orthodoxen Marxismus moskowitisch-kommunistischer Prägung“.
Nicht nur Deutschland, sondern auch die Urheber des Versailler Vertrages, der als Grundlage des Friedens angesehen werde, wünschten sich, seinem Bann zu entkommen, würden Hoffnungen und Erwartungen mit Deutschland verbinden. In diesem Zusammenhang lobte Mann die Politik Gustav Stresemanns, die Deutschland stärker und Europa friedlicher gemacht und an deren Ende die Revision des Vertrages mit Zustimmung Frankreichs gestanden habe – als Fundament des friedlichen Aufbaus Europas. Der Platz des deutschen Bürgertums sei an der Seite der Sozialdemokratie.

## Hintergrund

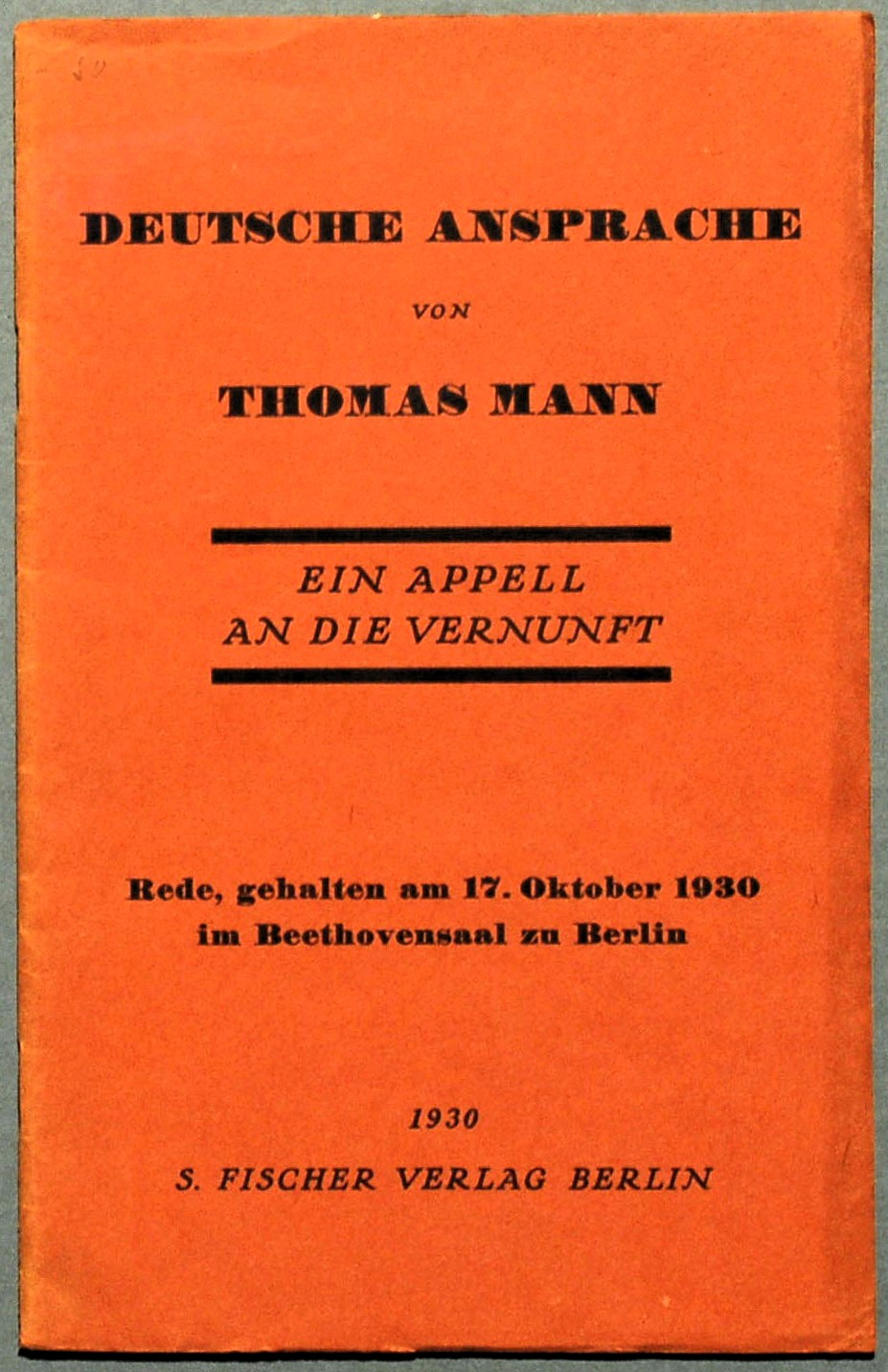
Original-Verlagsumschlag der Erstausgabe

Die Rede wurde von Störungen der SA begleitet. Obwohl die Organisatoren, die wohl mit Schwierigkeiten gerechnet hatten, sie kurzfristig angesetzt hatten, war es einer Gruppe von Störern unter der Führung Arnolt Bronnens gelungen, in den Saal zu gelangen. Unter ihnen befanden sich Ernst und Friedrich Georg Jünger, Edmund Schultz und Veit Rosenkopf. Um sie zu unterstützen, hatte Joseph Goebbels zwanzig SA-Männer, die sich Smokings geliehen hatten, in den Saal beordert. Wie Bronnen später zu Protokoll gab, hätten sich die Störungen zunächst auf einige Zwischenrufe beschränkt, bis die Polizei einen allgemeinen Tumult auslöste. Dem Vorfall ist zu verdanken, dass die nationalsozialistische Presse ihre Schlagzeilen hatte. Im Völkischen Beobachter war von einem angeblichen Überschwenken Thomas Manns zur Sozialdemokratie die Rede, der Vortrag sei eine marxistische Werberede.
Arnolt Bronnen, ein ehemals bei S. Fischer publizierender Autor, der bei solchen Anlässen eine Sonnenbrille zu tragen pflegte, war einstmals Freund Bertolt Brechts gewesen. Später rückte er weit nach rechts, arbeitete eng mit Goebbels zusammen, wandte sich dann wieder den Kommunisten zu und siedelte in die DDR über. Thomas Mann hatte ihn wegen einer Denunziation eines Justizbeamten heftig kritisiert, ihn „talentlos“ und „menschenfeindlich“ genannt und sich zu den Worten hinreißen lassen: „So frech und mißtrauisch ist das Tier.“ Nun wollte Bronnen sich rächen und sabotierte den Vortrag mit brüllenden Tiraden. Letztlich scheiterten die Störungen am beständigen Beifall des überwiegend republikanischen und sozialdemokratischen Publikums. Thomas Mann selbst reagierte recht gelassen auf das Spektakel und ließ sich auch nicht beirren, als Hedwig Fischer, die Frau seines Verlegers, ihm gestikulierend signalisierte, er möge sich doch kürzer fassen. Am Ende der Rede allerdings verließ er umgehend den Saal und folgte Bruno Walter in die nahegelegene Philharmonie, von der aus er mit dem Wagen des Dirigenten in Sicherheit gebracht wurde.
Die Rede markiert eine Phase erhöhten politischen Engagements. Thomas Mann überdachte seine Distanz zur Politik, hinterfragte seinen eigenen ästhetischen Standpunkt und bekannte, dass die spielende Vertiefung ins Ewige der Kunst bisweilen zur seelischen Unmöglichkeit werde.
Lässt schon seine im selben Jahr publizierte, wegen ihrer formalen Vorzüge und inhaltlichen Tiefe hochgelobte Meisternovelle Mario und der Zauberer die Sorge erkennen, Deutschland könne sich einem „Zauberer“ wie Cipolla anvertrauen – in der Novelle tötet Mario den Verführer –, spricht Mann hier direkte politische Empfehlungen aus.
Er habe sie Appell an die Vernunft genannt, als er, seine Natur überwindend, in die politische Arena gestiegen sei, obwohl sie lediglich ein „Appell an alles bessere Deutschtum“ gewesen sei, wie er im November 1941 in einer der Radioansprachen Deutsche Hörer! betonte. Diese Tat würde sein Gewissen tiefer beruhigen als sein eigentlich schriftstellerisches Werk, das unter glücklicheren Umständen aus dem individuellen künstlerischen Gewissen entstehe und mit dem er nicht den Ruhm seines Volkes mehren wolle. Mit seiner Ansprache habe er seine Landsleute gewarnt, als es noch nicht zu spät gewesen sei, und hingewiesen auf die „verworfenen Mächte, in deren Joch sie jetzt geschirrt“ seien und die sie durch tausend Untaten in ein unvorstellbares Verderben reißen würden.

## Entwicklung
Die enormen Stimmengewinne der Nationalsozialisten hatten Thomas Mann zunächst nicht weiter beunruhigt. So schrieb er an die Nürnberger Buchhändlerin Ida Herz, die ihn sehr verehrte und sich später im Doktor Faustus porträtiert fand, man dürfe auf „den gesunden Sinn des deutschen Volkes hoffen“, denn „der sogenannte National-Sozialismus“ sei ein „Koloß auf tönernen Füßen“.
Auf der anderen Seite registrierte Ernst Bertram nach einem Besuch im Oktober 1930, dass man sich im Hause Mann heftig über Adolf Hitler empört hatte.
Einer Einladung des Reichsaußenministers Julius Curtius folgend, hatte Thomas Mann wenige Tage zuvor gegenüber Mitgliedern des Völkerbundes erklärt, man könne beruhigt sein, da sich an der Außenpolitik Deutschlands nichts ändern werde. Der Völkerbund, der sich im September 1930 erneut zusammengefunden hatte, um über den Briand-Kellogg-Pakt zur Ächtung des Krieges zu beraten, war über die Ergebnisse der Reichstagswahl sehr beunruhigt.
Die Entwicklung Thomas Manns zum politischen Schriftsteller war von Zögern und Zweifeln gekennzeichnet und entfaltete sich über mehrere Stufen, ausgehend von seiner konservativ-monarchistischen Phase, in welche die Betrachtungen eines Unpolitischen fallen. Im Gegensatz zu anderen Autoren und seinem Bruder Heinrich hatte er sich erst relativ spät zur Weimarer Republik und Demokratie bekannt, war dann aber als ihr öffentlicher Fürsprecher in Erscheinung getreten und hatte Bestrebungen kritisiert, die der republikanisch-demokratischen Ordnung zuwiderliefen. Im Gegensatz zu seinem Bruder befasste er sich nur wenig mit tagespolitischen Fragen und konzentrierte sich auf seine literarische Arbeit. Nur gelegentlich kam er repräsentativen Pflichten nach, wie sie sich etwa aus der Verleihung des Literaturnobelpreises oder der Gründung der Sektion für Dichtkunst ergaben.

## Rezeption
Die Ansprache zählt zu den wichtigsten politischen Äußerungen Thomas Manns.
Für Peter de Mendelssohn, der sich unter den Zuhörern befand, war der Vortrag allerdings sehr lang, gedanklich und sprachlich zu anspruchsvoll und an manchen Stellen über die Köpfe hingweggesprochen, während der Biograph Klaus Harpprecht ihn als einen mutigen Schritt bewertete. Der Autor sei mit einer Deutlichkeit nach vorn getreten, die in der Tradition „deutscher Geistigkeit“ beispiellos sei. Thomas Mann habe allerdings die Bereitschaft der Demokraten überschätzt, sich angesichts der heraufziehenden Gefahr des Nationalsozialismus aus parteistrategischen und ideologischen Fesseln zu lösen. So verweist er darauf, dass sich nach der ersten, überschwänglichen Besprechung in der SPD-Zeitung Vorwärts ein Funktionär meldete und glaubte, unter dem Titel Sozialdemokratie und Bürgertum den marxistischen Glauben vor dem Schriftsteller in Schutz nehmen zu müssen, gehe es doch immer „um die Vorbereitung und Freilegung eines neuen Menschentums“. Wäre es anders, hätte man kein Recht, sich Sozialist zu nennen, sondern wäre ein „bürgerlicher Liberaler, deren Ende wir erst soeben konstatiert haben“.
Auch Hermann Kurzke lobte die Rede und hob ihre Prägnanz sowie den Mut des Verfassers hervor. Der Autor würde sich nicht weiter hinter Zitaten der Olympier verstecken oder mit eleganter Überlegenheit rhetorisch glänzen wollen wie noch in den Betrachtungen eines Unpolitischen, sondern kühl und klug analysieren, Farbe bekennen und praktische Hinweise geben. Er sei nicht mehr der Künstler, der das Politische auf die Ästhetik zurückführe, sondern ein politischer Denker, der schon in der Einleitung des Essays die politische von der ästhetischen Sphäre trenne. Der Vortrag durchleuchte die NSDAP und lasse selbstkritisch auch die geistigen Hilfestellungen aus dem bürgerlichen Lager nicht außer Acht. Sie sei nicht marxistisch, sondern sozial.

### Textausgaben
- Thomas Mann: Ein Appell an die Vernunft, Essays, Band 3, Fischer, Frankfurt 1994, S. 259–279.

### Sekundärliteratur
- Klaus Harpprecht: Thomas Mann, eine Biographie, 46. Kapitel, Sturmzeichen, Rowohlt, Reinbek 1995, S. 664–668.
- Manfred Görtemaker: Thomas Mann und die Politik, Vernunftrepublikaner, Fischer, Frankfurt 2005, S. 60–62.